# Oficina Quebequesa de la Llengua Francesa
L'Oficina Quebequesa de la Llengua Francesa (Office québécois de la langue française en francès) és una institució pública del Quebec encarregada de l'aplicació de la política lingüística en aquesta província del Canadà.

## Història
Aquesta institució va ser creada el 24 de març de 1961, al mateix temps que es creava el Ministeri d'Afers Culturals del Quebec. El 1977, l'OQLF va rebre més competències en aprovar-se la Carta de la llengua francesa a l'Assemblea Nacional del Quebec. Així, l'OQLF va passar a ser l'encarregada de l'aplicació de la política lingüística al Quebec.
Dos nous organismes van ser creats aleshores: el Consell Superior de la Llengua Francesa i la Comissió de Toponímia.
La institució s'anomenava inicialment Office de la langue française (OLF), però aquesta denominació va ser canviada per la d'Office québécois de la langue française (OQLF) amb l'adopció de la llei 104 per l'Assemblea Nacional del Quebec el 12 de juny de 2003. Aquesta mateixa llei va suposar una reorganització de l'OQLF. Així l'Oficina Quebequesa de la Llengua Francesa va ser fusionada amb la Comissió de Protecció de la Llengua Francesa i una part del Consell Superior de la Llengua Francesa.

## Funcionament
Les missions de l'OQLF són fonamentalment defensar la posició de la llengua francesa al Quebec, assegurar el respecte de la Carta de la llengua francesa i elaborar els programes de francesització previstos per la llei.
Està formada per vuit membres i la dirigeix un president-director general nomenat pel govern per un màxim de cinc anys.
En el si de l'Oficina, la Carta de la llengua francesa ha creat dos comitès: el Comitè d'Oficialització Lingüística i el Comitè de Seguiment de la Situació Lingüística. Cadascun d'aquests comitès està format per cinc membres nomenats per la mateixa Oficina Quebequesa de la Llengua Francesa.
L'any 2004, el pressupost de l'OQLF va ser de 17.8 milions de dòlars canadencs.

## El Gran Diccionari Terminològic
D'entre els diversos recursos elaborats per l'OQLF i que hom pot trobar en el seu web destaca el Gran Diccionari Terminològic (GDT). Aquest diccionari consisteix en una base de dades terminològica amb gairebé tres milions de termes i que dona definicions i equivalències amb les llengües anglesa i llatina. El GDT està especialitzat en vocabulari industrial, comercial i científic, i pretén ser l'eina més completa quant a traducció al francès de termes anglesos, intentant evitar així, l'ús innecessari d'anglicismes en llengua francesa.